# Nacho Royo-Villanova
Ignacio Royo-Villanova Jordana, més conegut per Nacho Royo-Villanova (nascut a Madrid) és un dissenyador de so espanyol. Va estudiar a la Universitat Complutense de Madrid i el 1995 va fundar La Bocina SL, amb la qual ha realitzat les seves col·laboracions. El mateix any va debutar en cinema a Salto al vacío i Morirás en Chafarinas, i va fer treballs destacats a Tesis (1996) i Abre los ojos (1997) d'Alejandro Amenábar i Martín (Hache) (1997). El 2002 fou nominat per primer cop al Goya al millor so per Sin noticias de Dios., i seria nominat novament per La vida mancha (2004), Isi/Disi. Amor a lo bestia (2004), El baile de la Victoria (2010) i También la lluvia (2011).
El 2012 va guanyar el Goya al millor so pel seu treball a No habrá paz para los malvados (2012) Fou nominat novament per Grupo 7 i El artista y la modelo (2013), Caníbal (2014), La isla mínima (2015) i Ozzy (2017), i el 2019 aconseguí el Goya un altre cop per La trinchera infinita. El 2012 fou nominat al Gaudí al millor so per Chico i Rita.

## Filmografia
- Salto al vacío (1995)
- Morirás en Chafarinas (1995)
- Tesis (1996)
- Martín (Hache) (1997)
- Chevrolet (1997)
- Cosas que dejé en La Habana (1997)
- Abre los ojos (1997)
- Shacky Carmine (1999)
- La lengua de las mariposas (1999)
- Nadie conoce a nadie (1999)
- Torrente 2: Misión en Marbella (2001)
- Sin noticias de Dios (2001)
- De Salamanca a ninguna parte (2002)
- Al sur de Granada (2003)
- La vida mancha (2003)
- La flaqueza del bolchevique (2003)
- Isi/Disi. Amor a lo bestia (2003)
- El tren de la memoria (2005)
- Fuera de carta (2008)
- La buena nueva (2008)
- El baile de la Victoria (2009)
- Pagafantas (2009)
- También la lluvia (2010)
- No habrá paz para los malvados (2012)
- Chico i Rita (2012)
- Grupo 7 (2013)
- El artista y la modelo (2013)
- Caníbal (2014)
- Ocho apellidos vascos (2014)
- Ocho apellidos catalanes
- La isla mínima (2015)
- Ozzy (2017)
- La trinchera infinita (2019)